# Inigo Jones

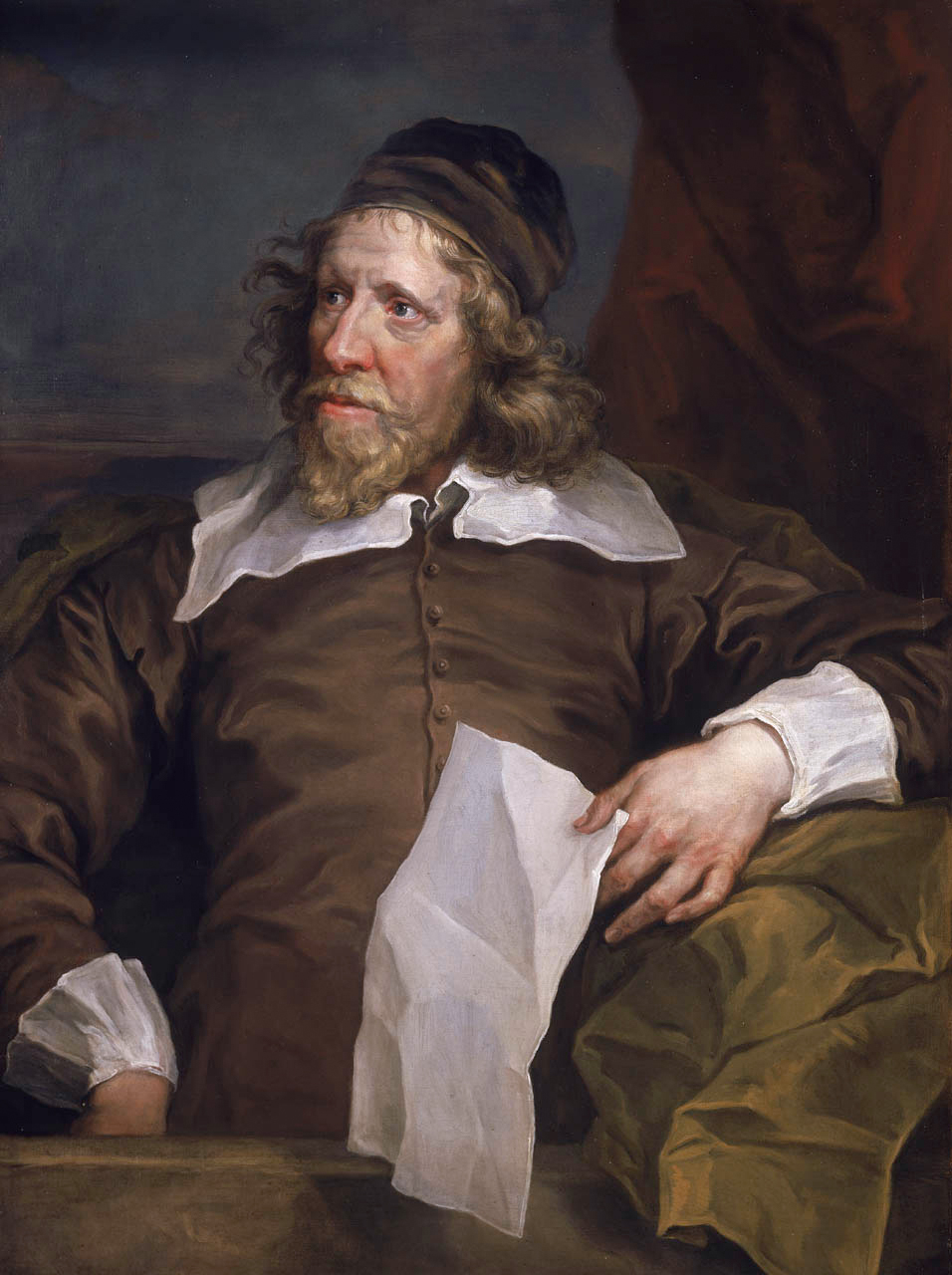
Inigo Jones, Gemälde von Anthonis van Dyck

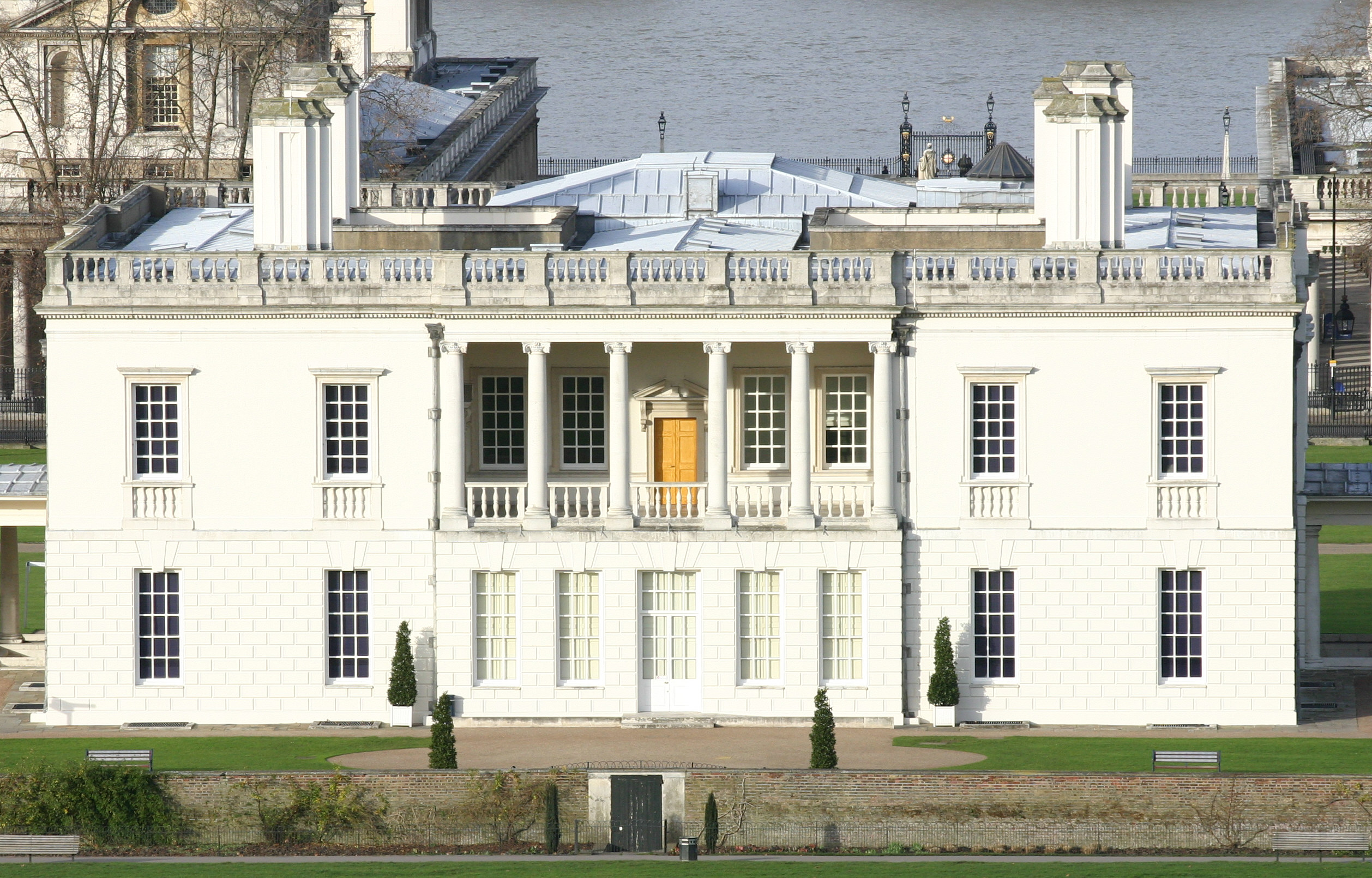
Queen’s House in Greenwich, ab 1616 errichtet. Südfassade zum Park

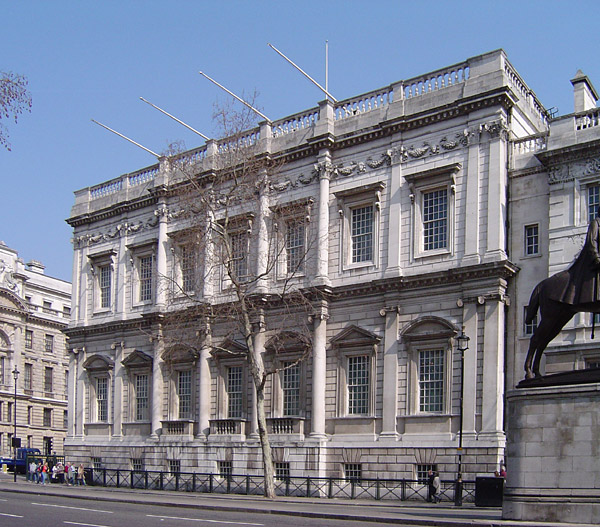
Banqueting House in London, 1622 errichtet

Inigo Jones (Aussprache: /ˈɪnɪɡoʊ/; * 15. Juli 1573 in London; † 21. Juni 1652 ebenda) war der erste bedeutende Architekt Englands in der frühen Neuzeit und der erste, der in seinen Gebäuden die vitruvianischen Regeln der Proportion und Symmetrie anwandte. Durch Jones wurde der Stil der klassizistischen Architektur der italienischen Hochrenaissance in Großbritannien modern und im Umfeld des königlichen Hofes geschätzt. Durch seine Arbeit als Bühnenbildner für mehrere Dutzend Maskenspiele leistete Jones einen wichtigen Beitrag zum Bühnenbild.

## Biografie
Über seine Kindheit und Jugend ist wenig bekannt. Jones’ Schüler und Schwiegersohn John Webb vermerkte, dass es keine gesicherten Berichte über Jones’ Jugend gab. Webb veröffentlichte einige biografische Notizen zu Jones’ Leben im Vorwort des von Jones in den 1620ern geschriebenen und von Webb 1655 erstmals herausgegebenen Buches „The most notable antiquity of Great Britain, vulgarly called Stone-Heng, on Salisbury Plain.“
Jones absolvierte möglicherweise eine Schreinerlehre (zirka 1588–1595) und verbrachte danach einige Jahre in Italien. Laut Webb stand er anschließend für kurze Zeit im Dienste Christians IV. von Dänemark. Ab 1605 bis zur Absetzung Karls I. durch Oliver Cromwell 1642 arbeitete er als Bühnenbildner und Architekt für den englischen Königshof. Nach einem weiteren Studienaufenthalt in Italien von 1613 bis 1614 gemeinsam mit Thomas Howard, 21. Earl of Arundel, wird Inigo Jones 1615 zum Surveyor of the King’s Works (königlicher Baumeister) ernannt. Damit oblag ihm als Generalintendant die Oberaufsicht über alle baulichen Belange des Hofes.
Die wichtigsten Werke von Inigo Jones sind das Queen’s House in Greenwich (1616–1635), das Banqueting House als Teil des Palastkomplexes von Whitehall, London (1619–1622), das Prince’s Lodging in Newmarket (1619–1621) und Wilton House in Wiltshire (begonnen 1632, nach einem Brand 1647 erneuert). Das Projekt für die Londoner Platzanlage Covent Garden (1631–1637) mit seiner Arkadenstruktur war städtebaulich die bedeutendste Arbeit von Inigo Jones und beeinflusste in der Folge die Gestaltung der Londoner Plätze und Reihenhäuser.
Als Bühnenbildner arbeitete Jones ab 1604 bis zum Zerwürfnis 1631 vor allem mit dem Autor Ben Jonson zusammen. Jones entwarf die Einrichtung der als Theater genutzten Säle, Szenerie, Kostüme, Beleuchtung und Verwandlungen. Bis 1642, als das Parlament sämtliche Theateraufführungen verbot, war Jones  als Bühnenbildner aktiv. Er trug wesentlich zur Überwindung der Shakespearebühne mit offener Spielfläche ohne bewegliche Szenerie bei, indem er einen festen Bühnenrahmen, ein perspektivisch geschlossenes, durch Beleuchtungseffekte verbessertes Bühnenbild und einen ansteigenden Zuschauerraum mit Logen einführte.
1643 wurde Jones seines Amtes als Surveyor of the King’s Works enthoben und 1645 verhaftet. Sein Besitz wurde eingezogen, aber 1646 zurückgegeben. Oliver Cromwell setzte ihn wieder in seine Ämter ein.
Inigo Jones war einer der ersten Architekten in Großbritannien, der seine italienischen Erfahrungen dazu nutze, einen strengen und theoriegeleiteten Klassizismus als Architekturstil in seinem Heimatland einzuführen. Er arbeitete damit parallel zu Tendenzen in anderen europäischen Ländern ab etwa 1600 wie in den Niederlanden (Jacob van Campen) oder dem Heiligen Römischen Reich (Joseph Heintz der Ältere). Schon früh hatte er eine Ausgabe der Quattro libri dell’architettura des Andrea Palladio erworben. Jones studierte dessen Werke auf seinen Reisen nach Italien und traf sich mit dessen Schüler Vincenzo Scamozzi. Seit dem 18. Jahrhundert wurde dieser strenge Stil, vor allem in England, Palladianismus genannt.